# La tercera orilla
 La tercera orilla  es una película filmada en colores, coproducción de Argentina, Alemania y Holanda dirigida por Celina Murga según su propio guion escrito en colaboración con Gabriel Medina que se estrenó el 13 de marzo de 2014 y que tuvo como protagonistas a Alián Devetac, Daniel Veronese, Gaby Ferrero e Irina Wetzel.

## Sinopsis
Es la historia de Nicolás (Alián Devetac), un adolescente de 17 años que vive en una pequeña ciudad en Entre Ríos, Argentina. Su situación familiar es muy particular. Su padre, Jorge (Daniel Veronese), un médico influyente de la zona, mantiene dos vidas paralelas. Una es la que comparte con su familia oficialmente reconocida; la otra es la que sostiene con una segunda mujer, con quien ha tenido tres hijos, pero a quienes no reconoce socialmente. Nicolás es el mayor de ellos. Sin embargo, Jorge ha decidido que Nicolás sea su sucesor en los negocios y en su profesión. Día a día lo presiona sin darle lugar a una palabra. Nicolás odia a su padre, pero también le teme. Además, ha visto a su madre sufrir por este hombre durante toda la vida.

## Reparto
- Alián Devetac ... Nicolás
- Daniel Veronese ... Jorge
- Gaby Ferrero ... Nilda
- Irina Wetzel ... Andrea
- Dylan Agostini van del Boch ... Lautaro
- Tomás Omacini ... Esteban